# Pablo Marí
Pablo Marí Villar (* 31. August 1993 in Almussafes) ist ein spanischer Fußballspieler, der bei der AC Florenz unter Vertrag steht. Hier wird er in der Abwehr eingesetzt.

## Karriere

### Mallorca
Marí spielte in der Jugendabteilung des RCD Mallorca. Seinen ersten Einsatz hatte er am 7. Dezember 2011 gegen Granada CF. Sein zweites LaLiga-Spiel bestritt er im Mai 2012 gegen Levante.

### Gimnàstic
Am 2. September 2013 unterschrieb Marí bei Gimnàstic de Tarragona, und debütierte am 12. Oktober desselben Jahres. Am 25. Juni 2015 unterschrieb er einen neuen Dreijahresvertrag mit dem Klub. Am 30. August 2015 schoss er sein erstes Profitor gegen CD Teneriffa.

### Manchester City
Am 15. August 2016 wechselte Marí zum Premier-League-Klub Manchester City. Von dort wurde er zu den Klubs FC Girona, NAC Breda und Deportivo La Coruña verliehen.

### Flamengo
Am 11. Juli 2019 unterschrieb er bei Flamengo Rio de Janeiro. Er debütierte am 28. Juli 2019 gegen Botafogo im Maracanã Stadion.

### Arsenal
Marí wechselte am 29. Januar 2020 auf Leihbasis mit Kaufoption zum FC Arsenal. Er spielte zweimal für den Klub, bevor die Liga wegen der COVID-19-Pandemie unterbrochen wurde. Am 3. Dezember 2020 schoss er sein erstes Tor für Arsenal, bei einem Europa-League-Spiel gegen Rapid Wien.

#### Leihen nach Udinese und Monza
Am 20. Januar 2022 wechselte er auf Leihbasis zu Udinese Calcio.
Am 11. August 2022 wurde er für ein Jahr zu AC Monza verliehen.

### Dauerhaft in Monza
Nach Ablauf der Leihe verpflichtete Monza Marí für eine geschätzte Ablösesumme von 5 Millionen Euro.

### AC Florenz
Im Januar 2025 wechselte er innerhalb der Serie A zur AC Florenz.

## Erfolge
Flamengo
- Copa Libertadores: 2019
- Campeonato Brasileiro de Futebol: 2019

## Auszeichnungen
- Prêmio Craque do Brasileirão Mannschaft des Jahres: 2019
- Copa Libertadores Mannschaft des Jahres: 2019[13]

## Privates
Marí ist mit Veronica Chacon verheiratet. Sie haben einen gemeinsamen Sohn (* 2018).

## Messerattacke
Am 27. Oktober 2022 wurde Marí bei einem Messerangriff im Einkaufszentrum Milanofiori in Assago verletzt.